# 竹下 (福岡市)
竹下（）は、福岡県福岡市博多区の町名。現行の行政地名は竹下一丁目から五丁目まで（住居表示実施済）。面積は60.97ヘクタール。2023年5月末現在の人口は4,108人。郵便番号は812-0895。

## 地理
福岡市の「都心部」とされる中央区天神等の南東約4.0キロメートル、博多区の中部附近の南西端、那珂川下流の右岸に位置する。北西で美野島（）と、北で博多駅南と、北東で東光寺町（）と、東で那珂（）と、南東で南区五十川（）と、南西で那珂川を介して南区塩原（）及び清水（）と隣接する。
土地利用については、一丁目は那珂川とJR九州鹿児島本線とに挟まれた南北に細長い土地で、JR九州竹下駅の構内に博多運転区（南福岡車両区の竹下車両派出を併設）があり、これら鉄道関係の敷地を合わせた面積は、一丁目全体の面積189,500平方メートル (18.95 ha)の約3割を占めており、ほかには住宅などもある。二丁目は工場や事業所が多いが、住宅も混在し、また、私立学校もある。三丁目は、町域137,140平方メートル (13.71 ha)のうち道路等を除く全域がビール醸造所である。四丁目は竹下駅の東口に商店街が形成されており、その周辺が住宅街となる。五丁目は概ね住宅街である。

### 河川
南西側に次の河川が横断している。
- 那珂川（二級河川）

河川の水際については、1991年（平成3年）の「博多夢回廊」構想に基づく「那珂川ふるさとの川整備事業」により、遊歩道などを設置した親水護岸の整備が実施された。また、国土交通省の支援を受ける「那珂川リバーサイド地区住宅市街地整備総合支援事業」の区域内にあり、JR竹下駅西口駅前広場と一体となった歩行者空間が整備された。

### 都市計画等
都市計画に関しては、「福岡市都市計画マスタープラン」において定められた方針については次のとおりである。竹下の都市の拠点としての位置づけは、JR九州の竹下駅の周辺が、日用品の店舗などの集積する「生活商業地」とされている。交通ネットワークに関しては、幹線道路である市道博多駅五十川線（竹下通り）及び市道上牟田清水2・3号線（きよみ通り）の沿道は、商業、業務、サービス施設や中高層住宅などが連続した「沿道軸」に位置付けられている。環境資源に関しては、那珂川の河川沿いが散策・憩いの場となるとともに、緑と広がりのある景観が連続したゆとりと潤いのある水辺空間として「河川緑地軸」に位置付けられている。土地利用については、竹下一丁目、四丁目及び五丁目が、戸建住宅などの低層住宅が大部分を占めるが、一部中層住宅などが立地する「低中層住宅ゾーン」に位置付けられており、良好な住環境の保全・形成、緑化の推進、低層住宅と中層住宅の調和などがまちづくりの視点とされている。また、竹下二丁目及び三丁目が、工場、倉庫、事業所などと住宅が立地する「住工共存ゾーン」に位置付けられており、良好な市街地環境の保全、形成などがまちづくりの視点とされている。
現状としては、竹下四丁目及び五丁目の大部分が、太平洋戦争の後に進められた戦災復興都市計画による土地区画整理事業の施工地区から外れ、古くから市街地が形成されている地区であり、幅員4メートル未満の狭隘道路が多く、また建築後30年以上の木造住宅も多いため、災害時の安全性などが課題となっている。用途地域については次のとおりである。主に竹下四丁目及び五丁目のうち竹下駅東口の周辺及び市道竹下駅前線の両側道路境界線から概ね30メートルの範囲並びに竹下一丁目のうち竹下駅西口駅前広場の南側が近隣商業地域に、上記を除く竹下一丁目、二丁目及び三丁目の大部分並びに五丁目の一部（JRの線路沿い）が準工業地域に、これら以外が第一種住居地域に指定されている。また、竹下駅西口で近隣商業地域に指定されている区域について次の地区計画が定められ、JR竹下駅西口駅前広場と一体となった歩行者空間の創出、土地の高度利用、良好な市街地環境の形成などを図るために、用途地域等の規制に加えて、さらに建築物等の用途、容積率の最高限度、建築物の敷地面積の最低限度、壁面の位置の制限などが加えられている。
- 「竹下一丁目地区地区計画」（区域面積：約0.9ヘクタール、決定年月日：2003年3月6日、告示番号：市48号）

## 語源
地名の「竹下」は、古くは岳（）・下（）と書き、原義は高まりの地の下、JR竹下駅の東方にある「那珂台地」と呼ばれる低丘陵（岳）の麓（下）に築かれた事が由来とされる。

## 歴史
1889年（明治22年）の町村制施行以前は竹下村、町村制施行後は那珂郡那珂村大字竹下となった。1940年（昭和15年）4月17日に町に昇格し那珂町となり、1955年（昭和30年）4月5日に福岡市に編入。1972年（昭和47年）4月1日に政令指定都市となり、博多区の一部となった。

### 町域の変遷
| 住居表示実施後           | 実施年月日         | 住居表示実施前（各大字・町名ともその一部） |
| ------------------------ | ------------------ | ------------------------------------------ |
| 竹下一丁目から竹下二丁目 | 1971年（昭和46年） | 榊田町・清水・竹下・塩原・東光寺・那珂     |
| 竹下三丁目から竹下五丁目 | 1981年（昭和56年） | 榊田町・清水・竹下・塩原・東光寺・那珂     |

## 人口
竹下一丁目から五丁目までまでについて人口の推移を福岡市の住民基本台帳（公称町別）に基づき示す（単位：人）。集計時点は各年9月末現在である。
- 2001年（平成13年）：2,923
- 2002年（平成14年）：2,812
- 2003年（平成15年）：2,897
- 2004年（平成16年）：2,928
- 2005年（平成17年）：3,181
- 2006年（平成18年）：3,284
- 2007年（平成19年）：3,343
- 2008年（平成20年）：3,347
- 2009年（平成21年）：3,487
- 2010年（平成22年）：3,443
- 2011年（平成23年）：3,471
- 2012年（平成24年）：3,498
- 2013年（平成25年）：3,738
- 2014年（平成26年）：3,755
- 2015年（平成27年）：3,811
- 2016年（平成28年）：3,885
- 2017年（平成29年）：3,925
- 2018年（平成30年）：3,963
- 2019年（令和元年）：3,963
- 2020年（令和2年）：4,034
- 2021年（令和3年）：4,064
- 2022年（令和4年）：4,072

## 交通

### 道路
主な幹線道路は次の通り。

#### 県道
- 福岡県道553号東光寺竹下春吉線
- 福岡県道575号山田中原福岡線

#### 市道
市道のうち主な幹線道路は次の通り。
- 博多駅五十川線（幹線一級市町村道、「竹下通り」）
- 上牟田清水2号線及び3号線（幹線一級市町村道、「きよみ通り」）
- 竹下駅前線（幹線一級市町村道）

### 鉄道
鉄道については、町内に九州旅客鉄道（JR九州）の鹿児島本線が通っており、次の駅が町内の中央よりやや南にある。
- 竹下駅（距離は道程で約0.1～0.9キロメートル）

また、町外ではあるが、西方に西日本鉄道の西鉄天神大牟田線が通っており、最寄りの駅は次のとおりである。
- 高宮駅（距離は道程で約1.5～2.9キロメートル）
- 大橋駅（距離は道程で約1.1～2.5キロメートル）

### バス
バスについては、西日本鉄道株式会社が運営する西鉄バスが運行しており、次の停留所がある。
- 博多駅五十川線沿い：アサヒビール前、竹下、竹下営業所
- 竹下2106号線沿い：塩原橋、竹下駅西口

## 施設

### 公共・公益施設
- 那珂中央公園[注釈 1]
- 宮園公園[注釈 2]
- 竹下郵便局[注釈 3]

### 医療施設
- 医療法人愛風会さく病院[注釈 4]

### 学校
町内に次の学校がある。
- 沖学園中学校・高等学校

公立の小中学校は町内にはないが、校区については、小学校区、中学校区についてそれぞれ次の学校の校区に属する。

#### 小学校
- 竹下一丁目及び二丁目：福岡市立那珂小学校（福岡市立春住小学校へ指定学校の変更が可能。）
- 竹下三丁目から五丁目まで：福岡市立那珂小学校

#### 中学校
- 竹下一丁目及び二丁目：福岡市立那珂中学校（小学校を春住小学校に変更した場合は福岡市立東住吉中学校へ指定学校の変更が可能。）
- 竹下三丁目から五丁目まで：福岡市立那珂中学校

### 商業施設
- 竹下商店街[注釈 5]

### 工場等
- アサヒビール博多工場

## 名所・旧跡
- 東光寺剣塚古墳（）（那珂遺跡群の一部、前方後円墳）[注釈 6][20]
- 地禄神社（）[注釈 7]
- 山浦天神（）[注釈 8]
- 番托井堰（）[注釈 9]